# Deutsche Telekom
Deutsche Telekom AG (abbreujadament DTAG) és una companyia alemanya de telecomunicacions amb seu a Bonn, Alemanya. És la companyia de telecomunicacions més gran d'Europa.

## Història
Deutsche Telekom es va formar el 1996 quan es va privatitzar l'antic monopoli Deutsche Bundespost. El juny de 2008, el govern alemany encara mantenia el 15% de les accions directament i in altre 17% a través del banc estatal KfW.
Va perdre 30.000 treballadors com a resultat que més d'un milió i mig de clients canviaren cap a companyies rivals durant els anys 2005 i 2006.
Opera en diverses marques comercials com T-Home (abans T-Com) un operador de xarxa telefònica i servei de IPTV; T-Online, un proveïdor d'Internet (ISP); T-Mobile, un proveïdor de telefonia mòbil, i T-Systems, una divisió de negocis.
També té una participació important en altres companyies de telecomunicació Slovak Telekom (Eslovàquia), Magyar Telekom (Hongria), i T-Hrvatski Telekom (Croàcia) a més Magyar Telekom té la majoria de les accions de Combridge (Romania), Makedonski Telekom (Macedònia del Nord), i T-Crnogorski Telekom (Montenegro) 
El setembre de 2009 Orange Espanya i T-Mobile anunciaren que estaven en negociació per fer al Regne Unit una gran companyia que cobriria el 37% del mercat de telefonia mòbil.